# Aspalathus hispida
Aspalathus hispida är en ärtväxtart som beskrevs av Carl Peter Thunberg. Aspalathus hispida ingår i släktet Aspalathus och familjen ärtväxter.

## Underarter
Arten delas in i följande underarter:
- A. h. albiflora
- A. h. hispida